# Corina Stoica
Corina Stoica ( n. 26 octombrie 1978, în Arad, Județul Arad) este o graficiană română. 

## Biografie
Studii: Facultatea de Arte-plastice, Universitatea de Vest, Timisoara secția grafică, promoția 2002.
- 2003 - Studii aprofundate organizate în cadrul Facultății de Arte din Timișoara.

## Expoziții

### Expozitii personale
- 2006 - Arad,Galeria Delta.
- 2007 - Oroshaza,Ungaria.
- 2007 - Budapesta, Ungaria
- 2020-Arad, Galeria Delta
- 2024-Arad, Galeria Alfa, Sărutul apei

### Expoziții colective
- 2001 - Expoziție internațională, Italia,”Carnaval”.
- 2002 - Expoziție internațională, Polonia,”Mini. Print”.
- 2002 - Expoziție internațională, Cluj-Napoca, ”Bienala Gravură Mică”.
- 2002 - Expoziție internațională, Arad, ”Bienala de Desen”.
- 2002 - Expoziție internațională, Danemarca, ”Autoportret”.
- 2002 - Expoziție internațională, Italia, Pisa, ”Italy-Art”.
- 2003 - Expoziție internațională de Gravură Mica, Timișoara, Facultate de Arte.
- 2004 - Expoziție colectivă G.S.P. Alba-Iulia
- 2004 - Expoziție colectivă G.S.P. București
- 2004 - Expoziție internațională, Pecs, Ungaria.
- 2004 - Expoziție colectivă, Arad, ”Delta”,Salonul de iarnă.
- 2005 - Expoziția noilor membri în UAP Arad, România.
- 2005 - Salonul de desen, Arad, Delta.
- 2005 - Salonul de iarna, Arad, Delta.
- 2006 - Expozitia prof. de desen, Oroshaza, Ungaria.
- 2006 - Salonul de desen, Arad, Delta.
- 2006 - Salonul de iarna, Arad, Delta
- 2007 - Expozitie colectiva Budapesta, Ungaria
- 2007 - Expozitia prof. de desen, Oroshaza, Ungaria
- 2008- Salonul de desen , Arad, Galeria Delta
- 2008-Salonul anual de Artă , Galeria Delta Arad
- 2008- Salonul de iarnă, Arad, Galeria Delta
- 2008-Bienala, Arad, Galeria Delta
- 2009- Salonul anual Arad, Galeria Delta
- 2009- salonul anual de desen
- 2009- Salonul de iarna
- 2010- Bienala internațională , Arad, Galeria Delta
- 2010- Salonul anual de Artă Arad
- 2010- Salonul de desen, Arad, Galeria Delta
- 2010 - Salonul de iarnă Arad, Galeria Delta
- 2011- Salonul anual de Artă Arad, Galeria Delta
- 2011- Salonul de desen, Arad, Galeria Delta
- 2011- Salonul de iarnă , Arad, Galeria Delta
- 2012 - Salonul anual de Artă, Arad, Galeria Delta
- 2012- Salonul de desen, Arad, Galeria Delta
- 2012- Salonul de iarnă, Galeria Delta, Arad
- 2013- Salonul anual de Artă, Arad, Galeria Delta
- 2013- Bienala internațională de Artă, Arad
- 2013- Salonul de iarnă, Arad, Galeria Delta
- 2014- Salonul anual de Artă Arad, Galeria Delta
- 2014- Salonul de Desen, Arad, Galeria Delta
- 2014- Salonul de iarnă, Arad, Galeria Delta
- 2015- Salonul anual de Artă, Arad, Galeria Delta
- 2015- Bienala internațională de Artă, Arad, Galeria Delta
- 2015- Salonul de desen, Arad,  Galeria Delta
- 2015- Salonul de iarnă, Arad, Galeria Delta
- 2016- Salonul anual de Artă, Arad, Galeria Delta
- 2016- Salonul de desen, Arad, Galeria Delta
- 2016- Salonul de iarnă, Arad, Galeria Delta
- 2017- Bienala internațională de Artă, Arad, Galeria Delta
- 2017- Salonul anual de Artă, Arad, Galeria Delta
- 2017- Salonul de iarnă, Arad, Galeria Delta
- 2018- Salonul anual de Artă, Arad, Galeria Delta
- 2018- Salonul de desen, Arad, Galeria Delta
- 2018- Salonul de iarnă, Arad, Galeria Delta
- 2019- Salonul anual de Artă , Arad, Galeria Delta,
- 2019- Bienala de Artă internațională, Arad, Galeria Delta
- 2019- Salonul de desen, Arad, Galeria Delta
- 2019- Salonul de iarnă, Arad, Galeria Delta
- 2020- Salonul anual de Artă, Arad, Galeria Delta
- 2020 - Salonul de desen, Arad, Galeria Delta
- 2020 -Salonul de iarnă, Arad, Galeria Delta
- 2021- Bienala de Artă internațională, Arad, Galetia Delta
- 2021- Salonul de desen , Arad, Galeria Delta
- 2021- Salonul de iarnă, Arad, Galeria Delta
- 2022- Salonul anual de Artă, Arad, Galeria Delta
- 2022- BIDA, bienala internațională de desen, cu premiul UAP
- 2023- Salonul anual de Artă Arad, Galeria Delta
- 2023- Bienala internațională de Artă, Arad, Galeria Delta
- 2023- Salonul de iarnă, Arad, Galeria Delta
- 2024- Salonul anual de Artă, Arad, Galeria Delta
- 2024- Expoziție de grafică mică Brăila,
- 2024- BIDA , Arad, Galeria Delta
- 2025- Salonul anual de Artă, Arad, Delta
- 2025- Expoziție de desen Italia
- 2025- Expoziție de Grafică mică, Braila

2025- Expoziție colectivă cu vânzare ,Arad, Galeria Delta

## Lucrări și cronică
|  | Motivele cu care tânăra artistă operează sunt deliberat puține: nudul feminin, ochiul, mărul, mâna și vasul cu flori. Expoziția are un ciudat aer de sobrietate, ’’pigmentată’’ cu accente cromatice pe alocuri, rezultate din alăturari percutante de tonuri calde și reci. ...Artista experimentează mereu în zona modalităților de expresivizare a imaginii plastice, dar nu se oprește niciodată la nivelul efectului ci îl subordonează ideii, plasticității exprimării ei, înnobilarii acesteia cu valențe plastice. Ambiguitățile din planul imaginilor developate de artistă rezultate dintr-un mod subtil dozat al relațiilor dintre figura umană și obiectele din jur, din gradele de “revelare” și “oculare” a fragmentului anatomic, dau farmecul compozițiilor artistei. Ansamblul de lucrări înfățișează un “rotund”, prin viziune și mod de tratare a imaginii, degajând fără nici o ostentație un aer de un real profesionalism. | — Onisim Colta |